# Nicolas de Villiers
Nicolas de Villiers, né le 10 septembre 1979 à La Roche-sur-Yon, est un chef d’entreprise et dirigeant associatif français.
Fils de Philippe de Villiers, il préside l’Association pour la mise en valeur du château et du Pays du Puy-du-Fou depuis 2004 et, depuis 2012, le Grand Parc du Puy du Fou, devenu Puy du Fou France en 2021.

## Origines familiales
Nicolas Louis Pierre Marie Le Jolis de Villiers de Saintignon, dit Nicolas de Villiers, naît à La Roche-sur-Yon le 10 septembre 1979. Appartenant à la famille Le Jolis de Villiers, il est le troisième des sept enfants de Philippe de Villiers (1949) et de Dominique de Buor de Villeneuve (1950),.
En 2011, il vit à Beaurepaire, où il préside un conseil de quartier.

## Carrière professionnelle

### Débuts: de figurant à responsable puyfolais
Après avoir été jeune figurant dans les bras de sa mère à La Cinéscénie, il est élève à l’Académie junior. Gravissant les échelons au Grand Parcours du Puy du Fou, il prend part à La Fête de chevalerie puis La Bataille du Donjon, évoluant parmi les cavaliers des spectacles.
Assistant metteur en scène à La Cinéscénie au début des années 2000, il est désigné président de l’Association pour la mise en valeur du château et du Pays du Puy-du-Fou en janvier 2004, remplaçant Jean-Marie Delahaye, maire des Epesses. Parallèlement, il est directeur artistique de La Cinéscénie et du Grand Parc.
Avec Philippe de Villiers et Laurent Albert, directeur général du Grand Parc du Puy du Fou, il fonde, en janvier 2010, Puy du Fou International, une société par actions simplifiée (SAS) de conseil et d’ingénierie,.

### Direction de la société du Puy du Fou

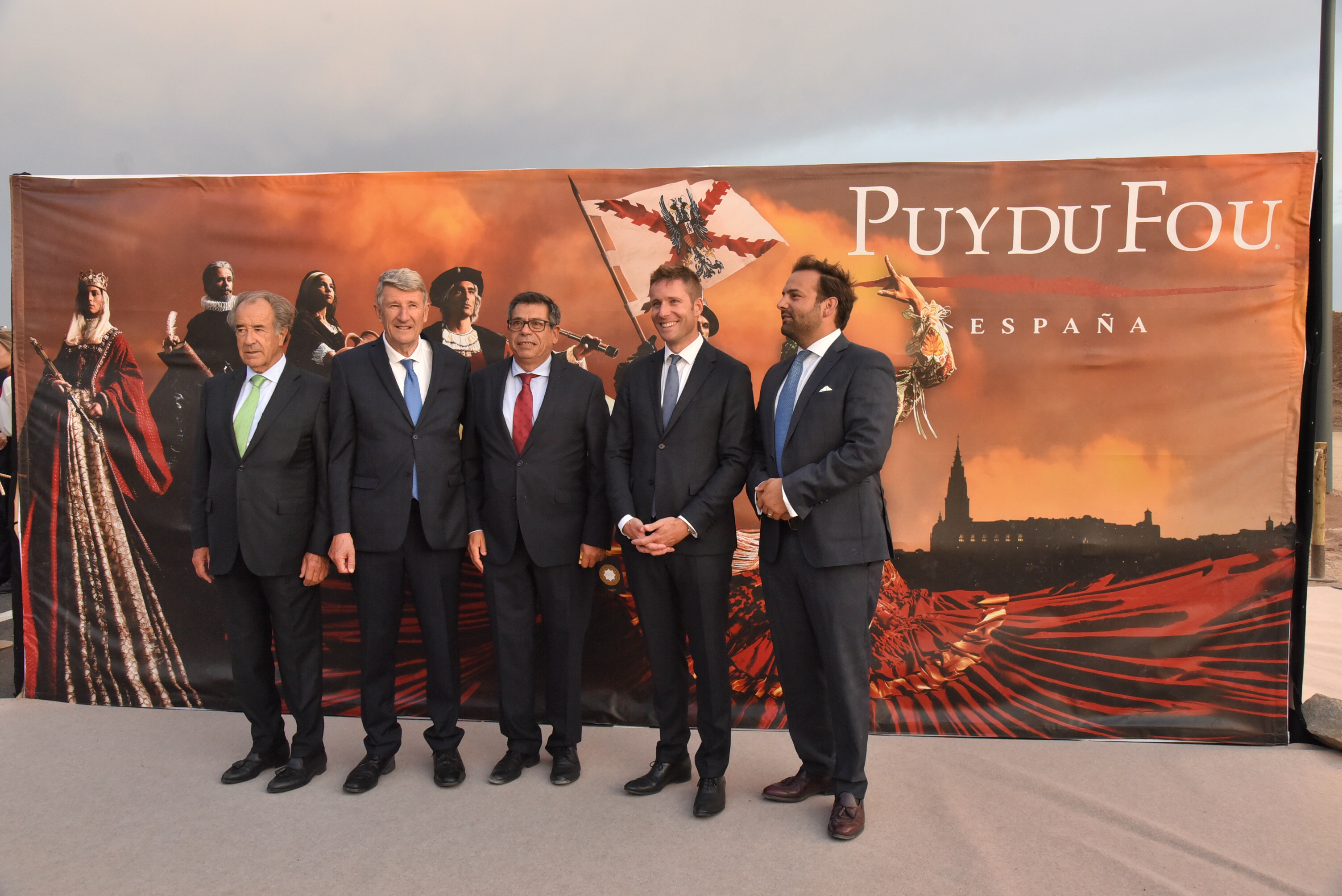
Nicolas de Villiers accompagné de son père Philippe à l’occasion de l’inauguration du premier spectacle du Puy du Fou España à Tolède en 2019.

Le 19 octobre 2012, Nicolas de Villiers devient le président de la SAS Grand Parc du Puy du Fou, à la suite de Marc Chatry, président à partir de décembre 2003.
En février 2016, au nom du Puy du Fou, il achète, avec l’aide de son père et de nombreux donataires, un anneau présenté comme celui de Jeanne d’Arc. Ce dernier est exposé dans le cadre d’un spectacle au sein d’une chapelle du château du Puy-du-Fou,,.

## Prise de position
En février 2014, un article du projet de loi sur la Création artistique, déposé en Conseil des ministres, souhaite encadrer le bénévolat, et menace, aux yeux de Philippe et de Nicolas de Villiers le spectacle de La Cinéscénie. Il est par la suite retiré du texte.

## Détail des fonctions au sein de sociétés

### Direction actuelle de sociétés
- Président du Grand Parc du Puy du Fou (2012-2021) puis de Puy du Fou France (depuis 2021)[α],[β].
- Président de l’Épique Studio (2021-2022) puis de Puy du Fou Studio (depuis 2022)[γ],[δ].

### Ancienne direction de sociétés
- Président de Puy du Fou International (2010-2021) puis de Puy du Fou Signature (2021)[ε],[ζ].
- Président de Puy du Fou Expertise (2016-2018)[η],[θ].
- Président d’Atmos (2017-2018) puis de Neopter (2018-2019)[ι],[κ].
- Président de Puy du Fou USA (2019-2021) puis de La Compagnie de France (2021)[λ],[μ].

### Sources
1. 1 2  « Puy du Fou France », mise à jour le 1er décembre 2022 sur le site « societe.com » [lire en ligne].
2. ↑  « Puy du Fou France », mise à jour le 29 décembre 2022 sur le site « pappers.fr » [lire en ligne].
3. ↑  « Puy du Fou Studio », mise à jour le 1er décembre 2022 sur le site « societe.com » [lire en ligne].
4. ↑  « Puy du Fou Studio », mise à jour le 29 décembre 2022 sur le site « pappers.fr » [lire en ligne].
5. ↑  « Puy du Fou Signature », mise à jour le 1er décembre 2022 sur le site « societe.com » [lire en ligne].
6. ↑  « Puy du Fou Signature », mise à jour le 29 décembre 2022 sur le site « pappers.fr » [lire en ligne].
7. ↑  « Puy du Fou Expertise », mise à jour le 1er décembre 2022 sur le site « societe.com » [lire en ligne].
8. ↑  « Puy du Fou Expertise », mise à jour le 29 décembre 2022 sur le site « pappers.fr » [lire en ligne].
9. ↑  « Neopter », mise à jour le 1er décembre 2022 sur le site « societe.com » [lire en ligne].
10. ↑  « Neopter », mise à jour le 29 décembre 2022 sur le site « pappers.fr » [lire en ligne].
11. ↑  « La Compagnie de France », mise à jour le 1er décembre 2022 sur le site « societe.com » [lire en ligne].
12. ↑  « La Compagnie de France », mise à jour le 29 décembre 2022 sur le site « pappers.fr » [lire en ligne].